# Knut Kroon
Knut Kroon (1906. június 19., 1906. június 19. – 1975. február 27.) svéd válogatott labdarúgó.
A svéd válogatott tagjaként részt vett az 1934-es világbajnokságon és az 1936. évi nyári olimpiai játékokon.